# Zyton
Zyton ou Žito (prononcé en tchèque : [ˈʒɪto], également Ziito, Zito), (1360-1407) fut le magicien favori de l'empereur Wenceslas IV.
De nombreux récits légendaires racontent ses prouesses.

## Histoire
Zyton était connu comme prestidigitateur et illusionniste. On raconte qu'il était difforme et que sa bouche s'étendait d'une oreille à l'autre.
Parmi les histoires racontées sur ses prouesses en matière de tours de passe-passe, il y en a une où, au cours d'une dispute avec un jongleur de passage, il l'avale tout entier, à l'exception de ses chaussures. Il revint un peu plus tard, tenant son adversaire par la main. On suppose que cela s'est produit lors du mariage de Venceslas et de Sophie de Bavière.
Dans un autre cas, il a vendu à un boucher une douzaine de cochons, à condition qu'ils ne boivent pas d'eau courante. Lorsqu'ils l'ont fait, les cochons se sont transformés en grains de maïs. Le boucher, furieux contre Zyton, l'accoste brutalement et lui arrache un bras ; la dispute attire bientôt la foule et Zyton crie que le boucher vend en fait de la chair humaine dans son échoppe. La foule se précipite pour voir et trouve la preuve. Alors que le boucher est sur le point d'être mis en pièces, Zyton demande à la foule de regarder à nouveau et de ne trouver que de la viande animale. Ils trouvèrent effectivement que de la viande animale.
Il voyageait sur un char tiré par des volailles.
Selon l'Historia regni Boiemiae, publiée en 1552 par Jan Dubraw, il est finalement emmené en enfer, « corps et âme ».
Zyto a également été condamné à plusieurs reprises pour magie par les conciles de Prague.

## Mentions
Zyton apparaît dans le court métrage Realm of the Mystics de House of Secrets ; sur un timbre-poste de la République tchèque en 1997.
Dans le poème Zyton le magicien de Miroslav Holub, Zyton peut faire beaucoup de choses merveilleuses, mais il ne peut pas de péché.